# Cyrtosperma hambalii
Cyrtosperma hambalii là một loài thực vật có hoa trong họ Ráy (Araceae). Loài này được A.Dearden & A.Hay mô tả khoa học đầu tiên năm 2001.

## Hình ảnh

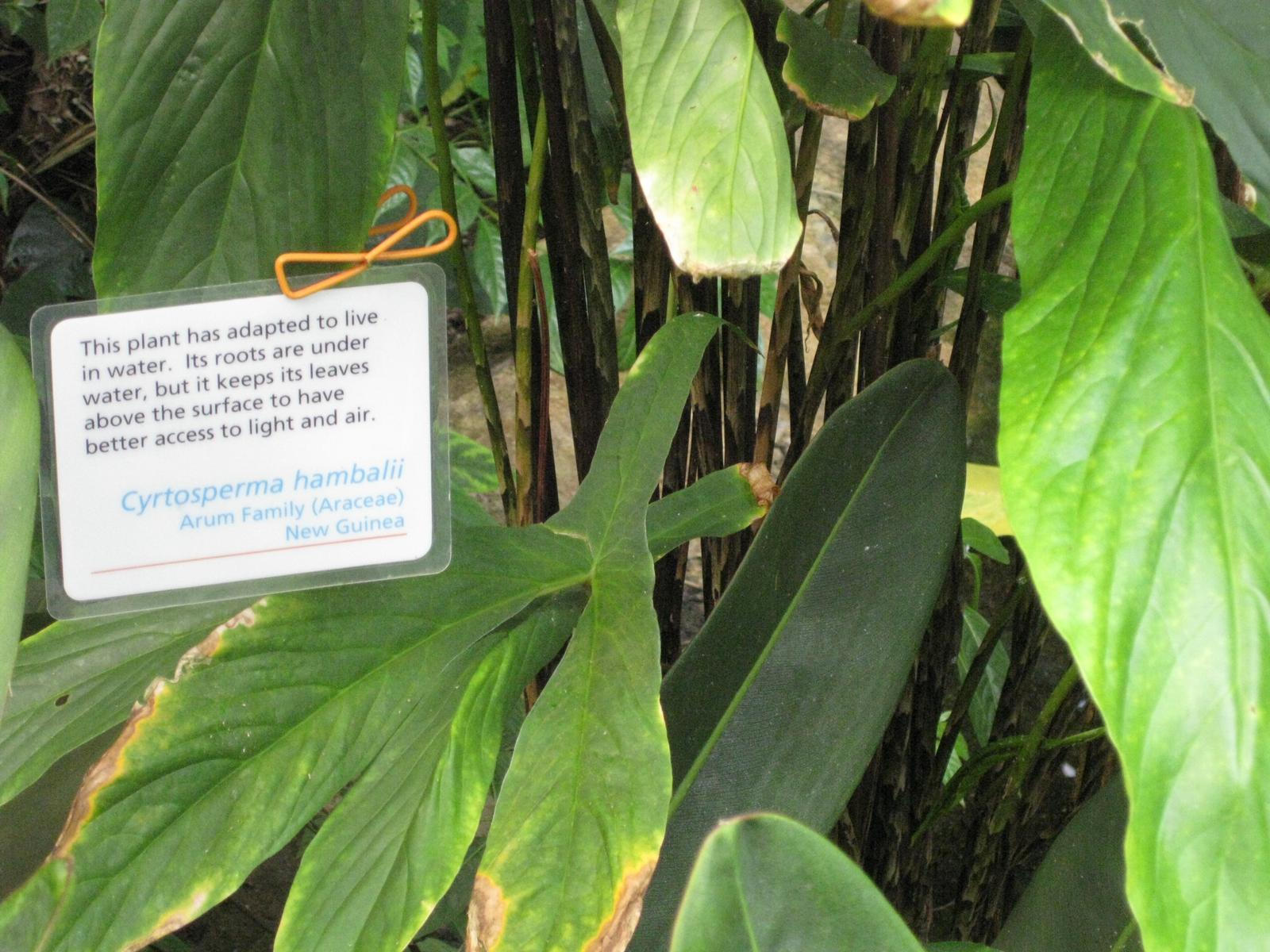
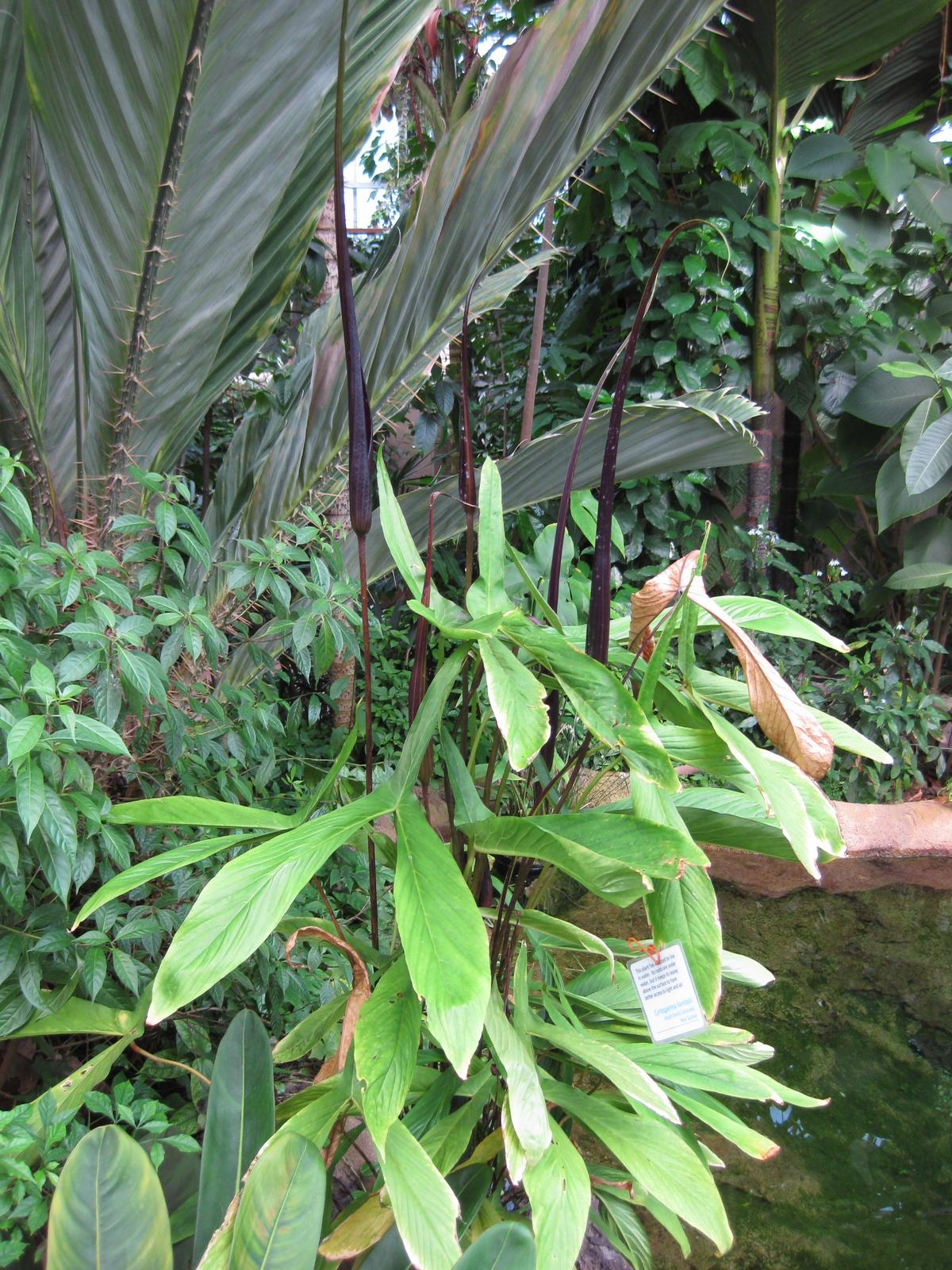
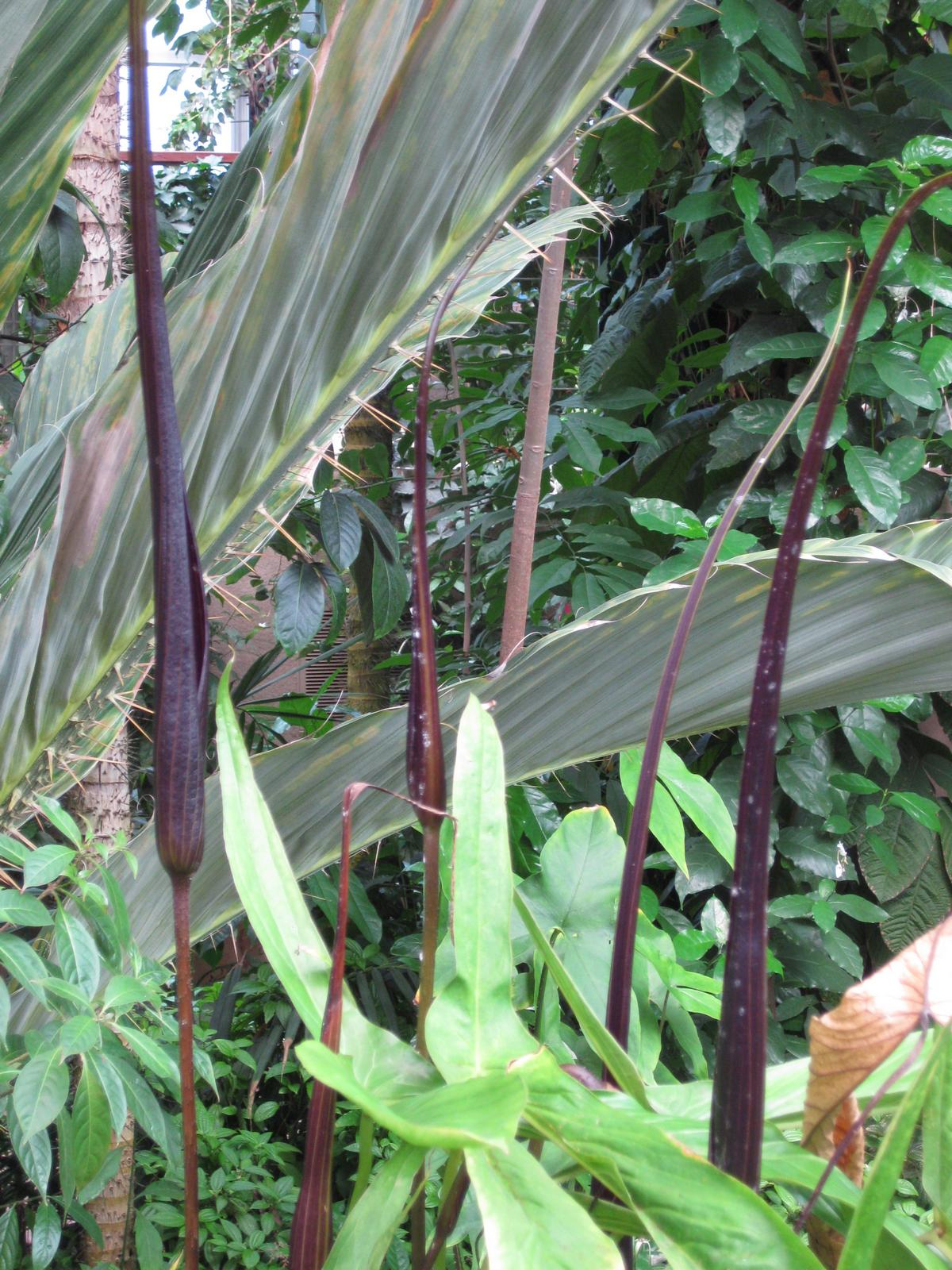